# Charles Brooks (kolarz)
Charles David Brooks (ur. w 1881 w West Malling, zm. 7 lutego 1937 w Leicester) – brytyjski kolarz torowy, brązowy medalista olimpijski.

## Kariera
Największy sukces w karierze Charles Brooks osiągnął w 1908 roku, kiedy wspólnie z Williamem Isaacsem zdobył brązowy medal w wyścigu tandemów podczas igrzysk olimpijskich w Londynie. W zawodach tych zespół brytyjski uległ jedynie Francuzom w składzie: André Auffray i Maurice Schilles oraz swym rodakom: Frederickowi Hamlinowi i Thomasowi Johnsonowi. Był to jedyny medal wywalczony przez Brooksa na międzynarodowej imprezie tej rangi. Na tych samych igrzyskach wystartował również w wyścigu na 20 km, ale uplasował się poza czołową dziesiątką. Nigdy nie zdobył medalu na torowych mistrzostwach świata.